# Scioglilingua
Uno scioglilingua è una frase studiata appositamente per essere difficile da pronunciare (per esempio, «sopra la panca la capra campa, sotto la panca la capra crepa»)(« Questo è un fiocco piatto. Ti piace questo fiocco piatto? Hai visto altri fiocchi piatti? Qual è il fiocco piatto migliore?»). Molti scioglilingua presentano una ripetizione di uno stesso suono o di un ristretto insieme di suoni, generando una sorta di tiritera difficile da pronunciare velocemente.
Alcuni scioglilingua hanno l'intento aggiuntivo di rendere probabile uno specifico lapsus con caratteristiche umoristiche, talvolta imbarazzanti per chi lo pronuncia, e così via. Un semplice esempio in italiano è «mazzo di carte, carte di mazzo», che genera un termine volgare quando le iniziali delle parole vengono accidentalmente invertite.
Uno scioglilingua è nel poeta latino Quinto Ennio, in un frammento del primo libro degli Annales, che riguarda il ratto delle sabine durante i giochi:
(Quinto Ennio)